# György Boros
György Boros es un deportista húngaro que compitió en esgrima, especialista en la modalidad de sable.
Ganó cinco medallas en el Campeonato Mundial de Esgrima entre los años 1993 y 1998, y una medalla de bronce en el Campeonato Europeo de Esgrima de 1992.

## Palmarés internacional
| Campeonato Mundial | Campeonato Mundial          | Campeonato Mundial | Campeonato Mundial |
| Año                | Lugar                       | Medalla            | Prueba             |
| ------------------ | --------------------------- | ------------------ | ------------------ |
| 1993               | Essen (Alemania)            | Medalla de oro     | Sable por equipos  |
| 1994               | Atenas (Grecia)             | Medalla de plata   | Sable por equipos  |
| 1995               | La Haya (Países Bajos)      | Medalla de bronce  | Sable por equipos  |
| 1997               | Ciudad del Cabo (Sudáfrica) | Medalla de bronce  | Sable por equipos  |
| 1998               | La Chaux-de-Fonds (Suiza)   | Medalla de oro     | Sable por equipos  |
| Campeonato Europeo |                             |                    |                    |
| Año                | Lugar                       | Medalla            | Prueba             |
| 1992               | Lisboa (Portugal)           | Medalla de bronce  | Sable individual   |